# Otterville (Missouri)
Pour les articles homonymes, voir Otterville.
Otterville est une ville du comté de Cooper, dans le Missouri, aux États-Unis,. Située au sud-ouest du comté, elle est fondée en 1837 et baptisée en référence à Otter Creek (en). Elle est incorporée en 1878.

## Démographie
Lors du recensement de 2010, la ville comptait une population de 454 habitants. Elle est estimée, en 2016, à 457 habitants.

## Source de la traduction
- (en) Cet article est partiellement ou en totalité issu de l’article de Wikipédia en anglais intitulé « Otterville, Missouri » (voir la liste des auteurs).